# نقاش الطاقة النووية

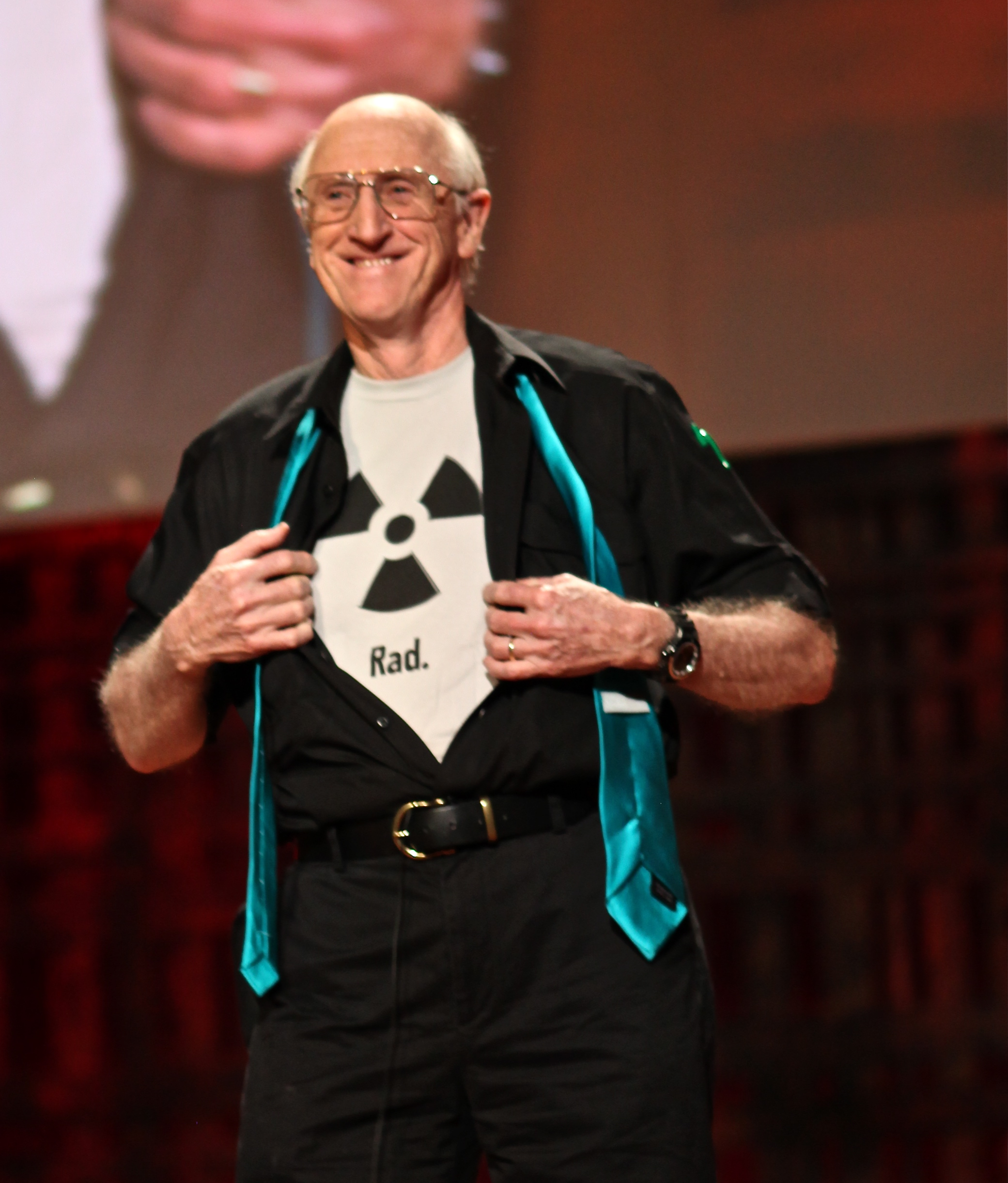
ستيوارت براند يرتدي قميصًا يحمل الرمز الثلاثي المشع مع التعليق في مناظرة عام 2010، «هل يحتاج العالم إلى طاقة نووية؟»

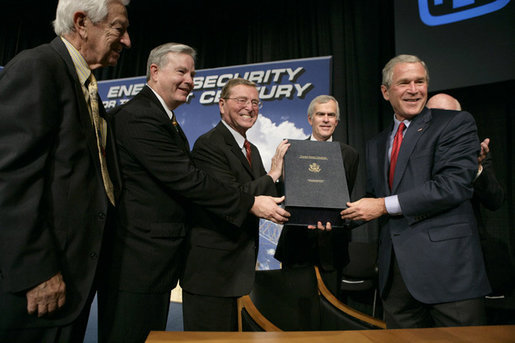
جورج دبليو بوش التوقيع على قانون سياسة الطاقة لعام 2005، الذي تم تصميمه لتشجيع بناء مفاعل نووي أمريكي، من خلال الحوافز والإعانات، بما في ذلك دعم تجاوز التكاليف بما يصل إلى ملياري دولار لستة مشاريع جديدة لمحطات نووية.

نقاش الطاقة النووية هو جدل طويل الأمد حول مخاطر وفوائد استخدام المفاعلات النووية لتوليد الكهرباء للأغراض المدنية.

## نبذة
وصل الجدل حول الطاقة النووية إلى ذروته خلال سبعينيات وثمانينيات القرن الماضي، حيث تم بناء المزيد والمزيد من المفاعلات وإتاحتها عبر الإنترنت، و «وصلت إلى شدة لم يسبق لها مثيل في تاريخ الخلافات التكنولوجية» في بعض البلدان. بعد ذلك خلقت الصناعة النووية فرص عمل، ركزت على السلامة وتراجع القلق العام. ومع ذلك في العقد الماضي ومع تزايد الوعي العام بتغير المناخ والدور الحاسم الذي تلعبه انبعاثات ثاني أكسيد الكربون والميثان في التسبب في تسخين الغلاف الجوي للأرض، كان هناك تجدد مرة أخرى في نقاش الطاقة النووية المكثف مرة أخرى.

## الكهرباء والتزويد بالطاقة
ذكرت الجمعية النووية العالمية في تقرير لها أن توليد الكهرباء باستخدام الطاقة النووية في عام 2012 كان في أقل مستوياته منذ 1999. صرحت الجمعية بأن «توليد الطاقة النووية عانى من أكبر انخفاض سنوي له خلال عام 2012 لأن معظم المفاعلات النووية اليابانية خرجت عن العمل سنةً ميلاديةً كاملة» (كانت المفاعلات اليابانية تساهم بما يقارب 30% من الطاقة النووية العالمية، وتوقف تشغيل المفاعلات بشكل كامل تقريبًا بعد كارثة فوكوشيما، إذ صوت 80% من الشعب الياباني ضد استخدام الطاقة النووية بعد أن فقدوا الثقة بأمانها).
أظهرت البيانات الواردة من الوكالة الدولية للطاقة الذرية أن مصانع الطاقة النووية أنتجت عالميًا 2,346 تيرا واط ساعي (8,450 بيتا جول) من الطاقة الكهربائية خلال عام 2012، وهذا أقل من الإنتاج عام 2011 بما مقداره 7%. يوضح الشكل تأثيرات خروج 48 مفاعلًا يابانيًا عن العمل خلال هذه السنة. شكل الإغلاق الدائم لثماني وحدات مفاعل ألمانية عاملًا إضافيًا في هذا النقص.
سببت المشاكل الحاصلة في محطة كريستال ريفر للطاقة النووية في مدينة فورت تشاهون في نبراسكا ووحدتا محطة سان أونوفري في الولايات المتحدة الأمريكية توقف إنتاج الطاقة مدة عام كامل، بينما خرجت محطتا دويل 3 وتيهانج 2 البلجيكيتان عن العمل مدة ستة أشهر. أنتجت الصناعة النووية طاقة كهربائية أقل بمقدار 11% في عام 2012 مقارنة مع إنتاج 2010.
في الوقت الحالي، تعتمد كل من البرازيل والصين وألمانيا والهند واليابان والمكسيك وهولندا وإسبانيا والمملكة المتحدة على مصادر طاقة متجددة غير هيدروية (غير مائية) لتوليد الكهرباء أكثر من اعتمادها على المصادر النووية. في عام 2015، شكل توليد الكهرباء المعتمد على الطاقة الشمسية 33% من إجمالي الإنتاج العالمي، وبلغت نسبة التوليد من طاقة الرياح 17%، والطاقة النووية 1.3%، والسبب الأساسي كان التطور الحاصل في الصين.

## أمن الطاقة
بالنسبة لبعض البلدان، تسمح الطاقة النووية بالوصول إلى استقلالية الطاقة. لا تتأثر الطاقة النووية بالحصار الاقتصادي، ويُعدن اليورانيوم في البلاد الراغبة بالتصدير بما فيها أستراليا وكندا، ولكن في الوقت الحالي، تعتبر كازاخستان وناميبيا والنيجر وأوزباكستان المسؤولة عن 30% من الإنتاج العالمي لليورانيوم غير مستقرة سياسيًا.
يظهر أحد التقديرات الصادرة من الوكالة الدولية للطاقة الذرية أننا نملك مواد خامًا ذات جودة عالية تكفي لتغذية مجموعة المفاعلات الموجودة حاليًا مدة 40-50 سنة.

## المدافعين عن الطاقة النووية
يشير المدافعون عن الطاقة النووية وأولئك الذين يهتمون بتغير المناخ إلى طاقة الطاقة النووية الموثوقة وخالية من الانبعاثات والكثافة العالية وجيل من علماء الفيزياء والمهندسين الشباب الذين يعملون على جلب جيل جديد من التكنولوجيا النووية إلى حيز الوجود لاستبدال الوقود الأحفوري. من ناحية أخرى يمكن أن يشير المتشككون إلى حادثتين نوويتين مخيفتين وهما كارثة تشيرنوبيل في عام 1986، ثم كارثة فوكوشيما دايتشي النووية بالإضافة إلى تصاعد أعمال الإرهاب العالمي للدفاع ضد الاستخدام المستمر للتكنولوجيا.
يستمر الجدل اليوم بين أولئك الذين يخشون قوة الطاقة النووية وأولئك الذين يخشون ما سيحدث للأرض إذا لم تستخدم الإنسانية القوة النووية. في بداية عام 1963 أعلن الرئيس جون كينيدي أن الطاقة النووية «خطوة على طريق السلام الطويل»، وذلك باستخدام «العلم والتكنولوجيا لتحقيق اختراعات كبيرة» أن نتمكن من «الحفاظ على الموارد» لترك العالم في حالة أفضل. ومع ذلك أقر أيضًا بأن العصر الذري كان «عصرًا مروعًا» و «عندما انفصلنا عن الذرة، غيّرنا تاريخ العالم».
يجادل مؤيدو الطاقة النووية بأن الطاقة النووية هي مصدر طاقة نظيف ومستدام يوفر كميات هائلة من الطاقة دون انقطاع ودون تلويث الغلاف الجوي أو إصدار انبعاثات الكربون التي تسبب الاحتباس الحراري. يوفر استخدام الطاقة النووية وظائف وفيرة ذات مردود جيد، وأمن الطاقة، ويقلل من الاعتماد على الوقود المستورد والتعرض لمخاطر الأسعار المرتبطة بمضاربة الموارد وسياسة الشرق الأوسط. يعزز المؤيدون فكرة أن الطاقة النووية لا تنتج أي تلوث للهواء تقريبًا، على عكس الكمية الهائلة من التلوث وانبعاثات الكربون الناتجة عن حرق الوقود الأحفوري مثل الفحم والنفط والغاز الطبيعي. يطالب المجتمع الحديث دائمًا بالطاقة لتشغيل الاتصالات وشبكات الكمبيوتر والنقل والصناعة والمساكن في جميع أوقات النهار والليل.

## عيوب الطاقة النووية
في غياب الطاقة النووية، تحتاج المرافق إلى حرق الوقود الأحفوري للحفاظ على موثوقية شبكة الطاقة، حتى مع إمكانية الحصول على الطاقة الشمسية وطاقة الرياح، لأن هذه المصادر متقطعة. يعتقد المؤيدون أيضًا أن الطاقة النووية هي المسار الوحيد السليم لبلد ما لتحقيق الاستقلال في مجال الطاقة، وفي الوقت نفسه تلبية مساهماتهم الوطنية «الطموحة» المحددة للحد من انبعاثات الكربون وفقًا لاتفاقية باريس الموقعة من 195 دولة.
يشددون على أن مخاطر تخزين النفايات صغيرة ويمكن تقليل المخزونات الحالية باستخدام هذه النفايات لإنتاج الوقود للحصول على أحدث التقنيات في المفاعلات الحديثة. سجل السلامة التشغيلية للنووي ممتاز بالمقارنة مع الأنواع الرئيسية الأخرى من محطات توليد الطاقة ومن خلال منع التلوث، ينقذ الأرواح في الواقع كل عام.
يقول المعارضون إن الطاقة النووية تشكل تهديدات عديدة للناس والبيئة ويشيرون إلى الدراسات في الأدبيات التي تتساءل عما إذا كان سيكون مصدرًا للطاقة دائمًا. وتشمل هذه التهديدات المخاطر الصحية والحوادث والأضرار البيئية الناجمة عن تعدين اليورانيوم ومعالجته ونقله. إلى جانب المخاوف المرتبطة بانتشار الأسلحة النووية، يخشى معارضو الطاقة النووية التخريب من قبل الإرهابيين في المحطات النووية، وتحويل وإساءة استخدام الوقود المشع أو نفايات الوقود وكذلك التسرب الذي يحدث بشكل طبيعي من عملية التخزين الطويلة الأجل غير المشعة والكمال للمادة المشعة النفايات النووية.
يزعمون أيضًا أن المفاعلات نفسها عبارة عن آلات معقدة للغاية حيث يمكن أن تسير العديد من الأشياء وتخطئ، وهناك العديد من الحوادث النووية الخطيرة. لا يعتقد النقاد أنه يمكن تقليل هذه المخاطر من خلال التكنولوجيا الجديدة. يجادلون كذلك أنه عندما يتم النظر في جميع المراحل الكثيفة الاستخدام للطاقة لسلسلة الوقود النووي، من تعدين اليورانيوم إلى وقف التشغيل النووي فإن الطاقة النووية ليست مصدرًا للكهرباء منخفض الكربون.